# チャンドラー・カンタベリー
チャンドラー・カンタベリー（Chandler Canterbury、1998年12月15日 - ）は、アメリカ合衆国の俳優。

## 主な出演作品

### 映画
- ベンジャミン・バトン 数奇な人生 The Curious Case of Benjamin Button (2008)
 - 8歳の時のベンジャミン
- ノウイング Knowing (2009) - ケイレブ
- アフターライフ After.Life (2009) - ジャック
- レポゼッション・メン Repo Men (2010) - ピーター
- ザ・ホスト 美しき侵略者 The Host (2013) - ジェイミー・ストライダー

### テレビ
- クリミナル・マインド　FBI行動分析課 Criminal Minds (2007) - ※特別ゲスト出演